# Christian Ho
Christian Ho Zong Sean (chinês simplificado: 何宗宪, pinyin: Hé Zōngxiàn; Singapura, 31 de outubro de 2006) é um automobilista singapurense-coreano que atualmente compete no Campeonato de Fórmula 3 da FIA com a equipe DAMS Lucas Oil. Foi campeão da Eurocup-3 em 2024.

## Biografia
Christian Ho Zong Sean é natural de Singapura. É filho de Lowell Ho e de Nicole Lee Ho Jung, tendo uma irmã mais nova nascida em 2019. Christian estudou na Anglo-Chinese School Primary, mas migrou para a Itália aos dez anos por conta de sua carreira no automobilismo. Ele tem nacionalidade singapurense e coreana, mas chegou a correr com licença italiana. Seu atual empresário é Morgan Caron, que trabalhou anteriormente com Charles Leclerc.

## Carreira

### Kart
Ho começou a competir profissionalmente no kart em 2017, sendo membro da Sauber Karting Team. Em 2019, foi vice-campeão alemão na classe Júnior, sendo o primeiro asiático a vencer na Alemanha, vice no Karting Academy Trophy, e décimo primeiro no campeonato mundial. Em 2020, foi terceiro colocado no mundial da classe OK Junior, mesma posição que alcançou no campeonato asiático. Em 2021, seu último ano no kart, Ho passou a fazer parte da All Road Management, de Nicholas Todt.

### Fórmula 4
Ho fez sua transição para os monopostos em 2022, ao disputar o Campeonato dos Emirados Árabes Unidos de Fórmula 4. O singapurense correu pela MP Motorsport a partir da terceira rodada, realizada em Dubai, na qual ele foi quinto colocado na corrida 3, sendo este o seu melhor resultado da temporada. Ho pontuou em quatro das doze provas que disputou, se classificando em 21º lugar, com 13 pontos.
Ainda em 2022, Ho acompanhou a MP no Campeonato Espanhol de Fórmula 4. Ele pontuou em nove das vinte e uma provas, tendo como melhor resultado um par de quartos lugares conquistados na última rodada em Barcelona. O singapurense encerrou o ano em 13º lugar, com 50 pontos.
Ho continuou na Fórmula 4 Espanhola em 2023, passando para a equipe Campos Racing. O singapurense se colocou como candidato ao título já nas primeiras rodadas, em que ele alcançou quatro pódios, incluindo uma vitória em Aragón. Após uma sequência de seis corridas fora do pódio, que também contaram com dois abandonos, Ho engatou uma sequência de cinco pódios, para encerrar a temporada com uma sequência de quatro vitórias, com o auge sendo em Barcelona, onde o singapurense fez três hat-tricks. Mas nada disso foi capaz de tirar o título de Théophile Naël, que teve oito vitórias e foi campeão com 23 pontos de vantagem sobre Ho.

### Eurocup-3
Ho ingressou na Eurocup-3 para a disputa da temporada de 2024, permanecendo na equipe Campos Racing. Ele conquistou suas primeiras vitórias em Portimão, embora uma falha na suspensão tenha o prejudicado. Voltou a triunfar em Paul Ricard, assumindo a liderança do campeonato, mas a perdeu para o espanhol Javier Sagrera após ser punido e perder o pódio na corrida 2 de Aragón, por conta de uma ultrapassagem que o singapurense tinha feito em Owen Tangavelou por fora da pista na volta 1.

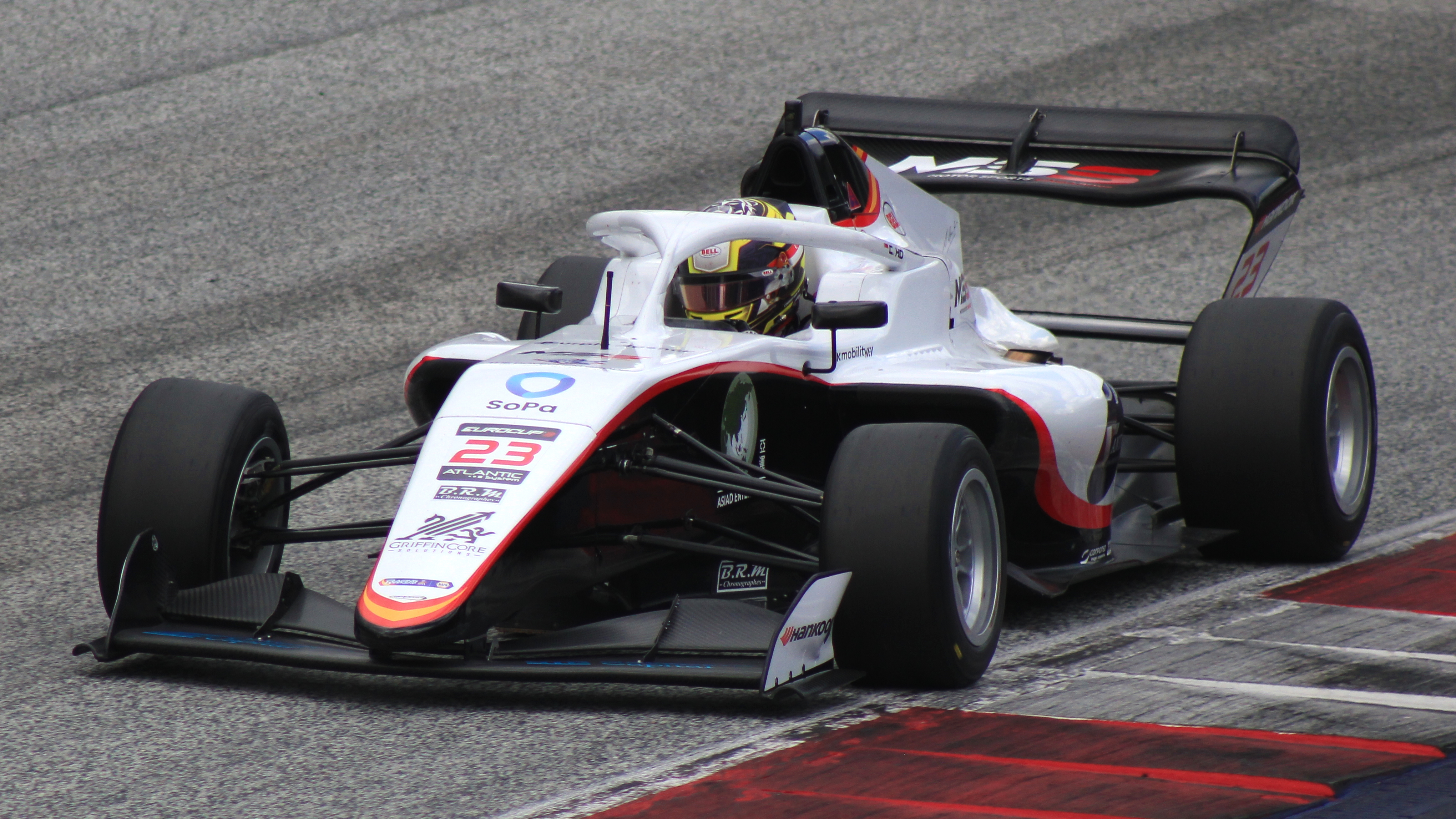
Ho pilotando o carro nº 23 da Campos na etapa austríaca da Eurocup-3 em 2024

Ho voltou a vencer em Jerez, se mantendo vivo na briga pelo título na rodada final da temporada em Barcelona, mesmo estando 26 pontos atrás de Sagrera. O singapurense conseguiu dois pódios na etapa catalã, sendo segundo na primeira corrida e vencendo a segunda. Sagrera, que só conseguiu terminar em sexto em ambas as corridas, foi coroado como campeão da Eurocup-3, com ele superando Christian por apenas dois pontos, mas a Campos registrou um protesto pelos resultados da primeira corrida, alegando que seu vencedor, Emerson Fittipaldi Jr., havia ultrapassado o singapurense fora da pista, o que deu a Fittipaldi Jr. uma vantagem injusta. Isso acabou postergando a confirmação do título de campeão da Eurocup-3, que só saiu três meses depois, com Ho recebendo a vitória na primeira corrida de Barcelona, depois que a FIA determinou que Fittipaldi Jr. realmente ultrapassou de forma ilegal. Com isso, Ho ganhou mais sete pontos, revertendo a diferença de Sagrera para cinco pontos em seu favor e se consagrando como campeão da Eurocup-3 de 2024 em sua temporada de estreia.

### Fórmula 3
Ho foi promovido para o Campeonato de Fórmula 3 da FIA para a disputa da temporada de 2025 com a nova equipe DAMS Lucas Oil, ao lado de Matías Zagazeta e Nicola Lacorte, apoiado pela Alpine. Ho se tornou o primeiro piloto de Singapura a garantir uma vaga no grid da F3. Na rodada de abertura, realizada no Albert Park, Ho foi 15º na corrida curta e abandonou a corrida longa após bater forte na reta final. Em Sahkir, ele se tornou o primeiro singapurense a pontuar na categoria, ao ser oitavo colocado na sprint, chegando em décimo na corrida principal.

## Resultados

### Resumo da carreira
| Temporada | Categoria            | Equipe         | Corridas | Vitórias | Poles | V.M.R. | Pódios | Pontos | Posição |
| --------- | -------------------- | -------------- | -------- | -------- | ----- | ------ | ------ | ------ | ------- |
| 2022      | Fórmula 4 Emiradense | MP Motorsport  | 12       | 0        | 0     | 0      | 0      | 13     | 21º     |
| 2022      | Fórmula 4 Espanhola  | MP Motorsport  | 21       | 0        | 0     | 0      | 0      | 50     | 13º     |
| 2023      | Fórmula 4 Espanhola  | Campos Racing  | 21       | 5        | 7     | 6      | 13     | 291    | 2º      |
| 2024      | Eurocup-3            | Campos Racing  | 16       | 6        | 6     | 5      | 9      | 255    | 1º      |
| 2025      | Fórmula 3            | DAMS Lucas Oil | 4        | 0        | 0     | 0      | 0      | 4*     | 17º*    |

(*) Temporada em andamento.